# Спелеомор'я
Спелеомор'я (рос. Спелеоморье) — печера в Архангельській області, на Біломорсько-Кулойському плато європейської півночі Росії. Карстова печера горизонтального типу простягання. Загальна протяжність — 830 м. Глибина печери становить 10 м. Категорія складності проходження ходів печери — 2Б.